# Synanthedon gracilis
Synanthedon gracilis is een vlinder uit de familie wespvlinders (Sesiidae), onderfamilie Sesiinae.
Synanthedon gracilis is voor het eerst wetenschappelijk beschreven door Hampson in 1910. De soort komt voor in het Afrotropisch gebied.